# الکس کریبلی
الکس کریبلی (انگلیسی: Alex Cribley؛ زادهٔ ۱ آوریل ۱۹۵۷)  بازیکن فوتبال  اهل بریتانیا است.
از باشگاه‌هایی که در آن بازی کرده‌است می‌توان به باشگاه فوتبال ویگان اتلتیک و باشگاه فوتبال لیورپول اشاره کرد.